# Marlène Jobert
Marléne Jobert (művészneve: Red; JoBe) (Algír, 1940. november 4. –) francia színésznő.

## Élete és pályafutása
Szefárd-zsidó családban született Algériában, Charles Jobert és Eliane Azulay gyermekeként. Sógornője Marika Green színésznő. Nagynénje Elsa Lunghini színésznő. Családját az ún. feketelábúak közé sorolják. 
Dijon-ban drámatagozaton tanult, majd a párizsi Konzervatórium diákja volt. Fotómodellként és statisztaként kezdett dolgozni, 1963-ban lépett fel először színházban. 1965 óta szerepel filmekben.

## Magánélete
Házastársa Walter Green fogorvos. Két leányuk született, Eva Green színésznő és modell, illetve Joy Green.

## Filmjei
- Hímnem-nőnem (1966)
- A veszedelmes szerep (1966)
- A párizsi tolvaj (1967)
- Futó zápor (1969)
- Laure (1969)
- Címe ismeretlen (1970)
- Egy válás meglepetései (1971)
- Lépj olajra! (1971)
- A tizedik nap (1971)
- Nem együtt öregszünk meg (1972)
- Juliette és Juliette (1974)
- A titok (1974)
- Akasztanivaló bolond nő (1975)
- Nem is olyan rossz ember (1976)
- Julie, a levakarhatatlan (1977)
- Lidércnyomás (1977)
- A játékszer (1979)
- Rendőrök háborúja (1979)
- Meztelen szerelem (1981)
- Betörés (1983)
- Emlékek, emlékek (1984)
- Emberrablás (1989)

## Díjai
- David di Donatello-díj (1970) Futó zápor és a Címe ismeretlen
- Tiszteletbeli César-díj (2007)